# Dien Bien Phu (manga)
Dien Bien Phu (ディエンビエンフー?) è un manga seinen scritto e disegnato da Daisuke Nishijima, pubblicato dalla Shōgakukan su Ikki dal 25 luglio 2006 al 28 aprile 2016; l'edizione italiana è a cura della Bao Publishing, che ha pubblicato l'opera dal 4 febbraio 2021 al 15 luglio 2022 con cadenza bimestrale. Il manga ha avuto un seguito in tre volumi contenente la conclusione della vicenda pubblicato dalla Futabasha, Dien Bien Phu - True End.

## Trama
Hikaru Minami è un reporter di guerra inviato ad assistere al conflitto del Vietnam; in seguito a una sorta di colpo di fulmine, il giovane ragazzo si innamora di una delle "punte di diamante" della resistenza vietnamita, una guerriera chiamata "Principessa" che gli salva la vita. Con il passare degli anni, Hikaru ha modo di osservare i violenti e sanguinosissimi scontri tra americani e Viet Cong. 

## Manga

### Volumi
L'edizione originale di Dien Bien Phu comprende dodici volumi, i quali tuttavia nell'edizione italiana sono stati accorpati in dieci.
| Dien Bien Phu (10 volumi)           |                   |                        |                   |                        |
| 1                                   | —                 | —                      | 4 febbraio 2021   | ISBN 978-8-83-273479-9 |
| 2                                   | —                 | —                      | 25 marzo 2021     | ISBN 978-8-83-273485-0 |
| 3                                   | —                 | —                      | 27 maggio 2021    | ISBN 978-8-83-273580-2 |
| 4                                   | —                 | —                      | 29 luglio 2021    | ISBN 978-8-83-273609-0 |
| 5                                   | —                 | —                      | 23 settembre 2021 | ISBN 978-8-83-273613-7 |
| 6                                   | —                 | —                      | 18 novembre 2021  | ISBN 978-8-83-273624-3 |
| 7                                   | —                 | —                      | 27 gennaio 2022   | ISBN 978-8-83-273679-3 |
| 8                                   | —                 | —                      | 10 marzo 2022     | ISBN 978-8-83-273691-5 |
| 9                                   | —                 | —                      | 19 maggio 2022    | ISBN 978-8-83-273704-2 |
| 10                                  | —                 | —                      | 15 luglio 2022    | ISBN 978-8-83-273735-6 |
| Dien Bien Phu - True End (3 volumi) |                   |                        |                   |                        |
| 1                                   | 10 agosto 2017    | ISBN 978-4-575-85021-5 | 24 febbraio 2023  | ISBN 978-8-83-273771-4 |
| 2                                   | 10 febbraio 2018  | ISBN 978-4-575-85106-9 | 7 aprile 2023     | ISBN 978-8-83-273835-3 |
| 3                                   | 12 settembre 2018 | ISBN 978-4-575-85208-0 | 23 giugno 2023    | ISBN 978-8-83-273875-9 |